# León XIII (estación)
La estación sencilla  León XIII hace parte del sistema de transporte masivo de Bogotá, TransMilenio, inaugurado en el año 2000.

## Ubicación
La estación se encuentra ubicada en el sector noreste de Soacha, específicamente sobre la Autopista Sur entre calles 45 y 46. Atiende también la demanda de los barrios La María, Quintanares, Cazucá, Julio Rincón  y sus alrededores.

## Origen del nombre
La estación recibe el nombre en alusión directa al barrio León XIII, cercano a la estación.

## Historia
La inauguración de la estación se retrasó debido a las demoras de la construcción de la I Fase en Soacha.
Durante el Paro nacional de 2021, la estación sufrió diversos ataques que afectaron de forma considerable las puertas de vidrio y demás infraestructura de la estación, razón por la cual se encontró inoperativa y funcionando de manera parcial sólo en horas pico. Por ello se implementó un servicio circular como contingencia.

## Servicios de la estación

### Servicios troncales
| Tipo                                                  | Rutas al Norte | Rutas al Occidente | Rutas al Sur |
| ----------------------------------------------------- | -------------- | ------------------ | ------------ |
| Expresos todos los días todo el día                   | E42            | K43                | G42 G43      |
| Expresos lunes a viernes hora pico mañana y tarde     | G45            |                    | G45          |
| Expresos sábados hora pico de la mañana               | G45            |                    | G45          |
| Expresos sábados hora pico de la mañana y de la tarde | B46            |                    | G46          |

### Esquema
| ← Norte   |         |          |
| B46E42K43 | G45     | Calle 47 |
| Vagón 2   | Vagón 1 | Puente   |
| G42G43G46 | G45     | Calle 47 |
| Sur →     |         |          |

## Ubicación geográfica
| Noroeste: Comuna 3 La Despensa       | Norte: Comuna 3 La Despensa | Nordeste: G La Despensa     |
| Oeste: Comuna 3 La Despensa          |                             | Este: Comuna 5 San Mateo    |
| Suroeste: G Terreros - Hospital C.V. | Sur: Comuna 5 San Mateo     | Sureste: Comuna 5 San Mateo |